# METTL8
METTL8 (англ. Methyltransferase like 8) – білок, який кодується однойменним геном, розташованим у людей на 2-й хромосомі. Довжина поліпептидного ланцюга білка становить 291 амінокислот, а молекулярна маса — 33 387.
| 10         |  | 20         |  | 30         |  | 40         |  | 50         |
| ---------- |  | ---------- |  | ---------- |  | ---------- |  | ---------- |
| MNMIWRNSIS |  | CLRLGKVPHR |  | YQSGYHPVAP |  | LGSRILTDPA |  | KVFEHNMWDH |
| MQWSKEEEAA |  | ARKKVKENSA |  | VRVLLEEQVK |  | YEREASKYWD |  | TFYKIHKNKF |
| FKDRNWLLRE |  | FPEILPVDQK |  | PEEKARESSW |  | DHVKTSATNR |  | FSRMHCPTVP |
| DEKNHYEKSS |  | GSSEGQSKTE |  | SDFSNLDSEK |  | HKKGPMETGL |  | FPGSNATFRI |
| LEVGCGAGNS |  | VFPILNTLEN |  | SPESFLYCCD |  | FASGAVELVK |  | SHSSYRATQC |
| FAFVHDVCDD |  | GLPYPFPDGI |  | LDVILLVFVL |  | SSIHPDRTLF |  | I          |

A: Аланін

C: Цистеїн

D: Аспарагінова кислота

E: Глутамінова кислота

F: Фенілаланін

G: Гліцин

H: Гістидин

I: Ізолейцин

K: Лізин

L: Лейцин

M: Метіонін

N: Аспарагін

P: Пролін

Q: Глутамін

R: Аргінін

S: Серин

T: Треонін

V: Валін

W: Триптофан

Кодований геном білок за функціями належить до трансфераз, метилтрансфераз. 
Задіяний у такому біологічному процесі, як альтернативний сплайсинг. 
Локалізований у цитоплазмі, ядрі.